# Henry Sanfourche
Henry Sanfourche, nacido en Sarlat (Dordoña) el 24 de marzo de 1775 y muerto en Sarlat el 10 de abril de 1841, es un coronel del Imperio francés.

## Carrera militar
Se convirtió en segundo teniente en 1802 luego fue teniente en 1805, en el 54o regimiento de infantería de línea participará en la Campaña Alemana (1805) la Batalla de Ulm, una gran maniobra que permitirá la captura de un ejército austríaco bajo las órdenes del General Karl Mack von Leiberich y en la muy famosa Batalla de Austerlitz, el teniente Henry Sanfourche, está comandado por el general de división Olivier Macoux Rivaud de La Raffinière bajo el mando del mariscal Carlos XIV Juan de Suecia o el Gran Ejército de Napoleón I, vence a las fuerzas de la Tercera Coalición Esta coalición unió a los austro-rusos del emperador Francisco II del Sacro Imperio Romano Germánico, I de Austria  y del emperador ruso Alejandro I de Rusia. Capitán en 1807, ayudante de campo en 1810 del general Hugues Charlot, fue comandante de batallón en 1812 en el 32º regimiento de infantería. Mayor en 1813 del 146º regimiento de infantería de línea y luego del 132º regimiento de infantería de línea en 1813. Se convirtió en coronel en 1829 del 27º regimiento de infantería de línea. Comandante de la Legión de Honor y Caballero de la Orden de Saint-Louis. Suma 24 campañas militares desde la Campaña de Prusia y Polonia a la Campaña de Napoleón I en España a la Invasión napoleónica de Rusia a su última Campaña de Francia (1814) que es la última fase de la Sexta Coalición. Descansa cerca de la pirámide de François Fournier-Sarlovèze en Sarlat uno de los raros personajes de origen plebeyo que se ha distinguido por dos títulos nobiliarios, uno conferido por el emperador y el otro por el rey de Francia Luis XVIII de Francia.